# Годфри Отвиль
Годфри Отвиль (умер не позднее 1120 года) — старший законнорождённый сын великого графа Сицилии Рожера I, граф Рагузы.
По различным источникам, Годфри мог быть сыном Рожера I от первой (Юдифь д'Эврё) или второй (Эрембурга де Мортен) жены; в любом случае он был старшим законнорождённым сыном Рожера I и его предполагавшимся наследником. Получил от отца графство Рагуза. Вскоре заболел проказой и остаток жизни провёл в удалённом монастыре. Из-за болезни сына Рожер I отстранил его наследства, и предполагавшимся наследником стал Жордан, внебрачный сын великого графа. После смерти Жордана (1092 год) и рождения у Рожера I сыновей (Симона и Рожера II) в третьем браке проблема престолонаследия была решена.
В 1089 году Годфри был помолвлен с одной из дочерей Бонифация Савонского, но брак не состоялся из-за болезни Годфри. О дальнейшей судьбе и обстоятельствах смерти Годфри нет достоверных сведений.